# Brackenheim

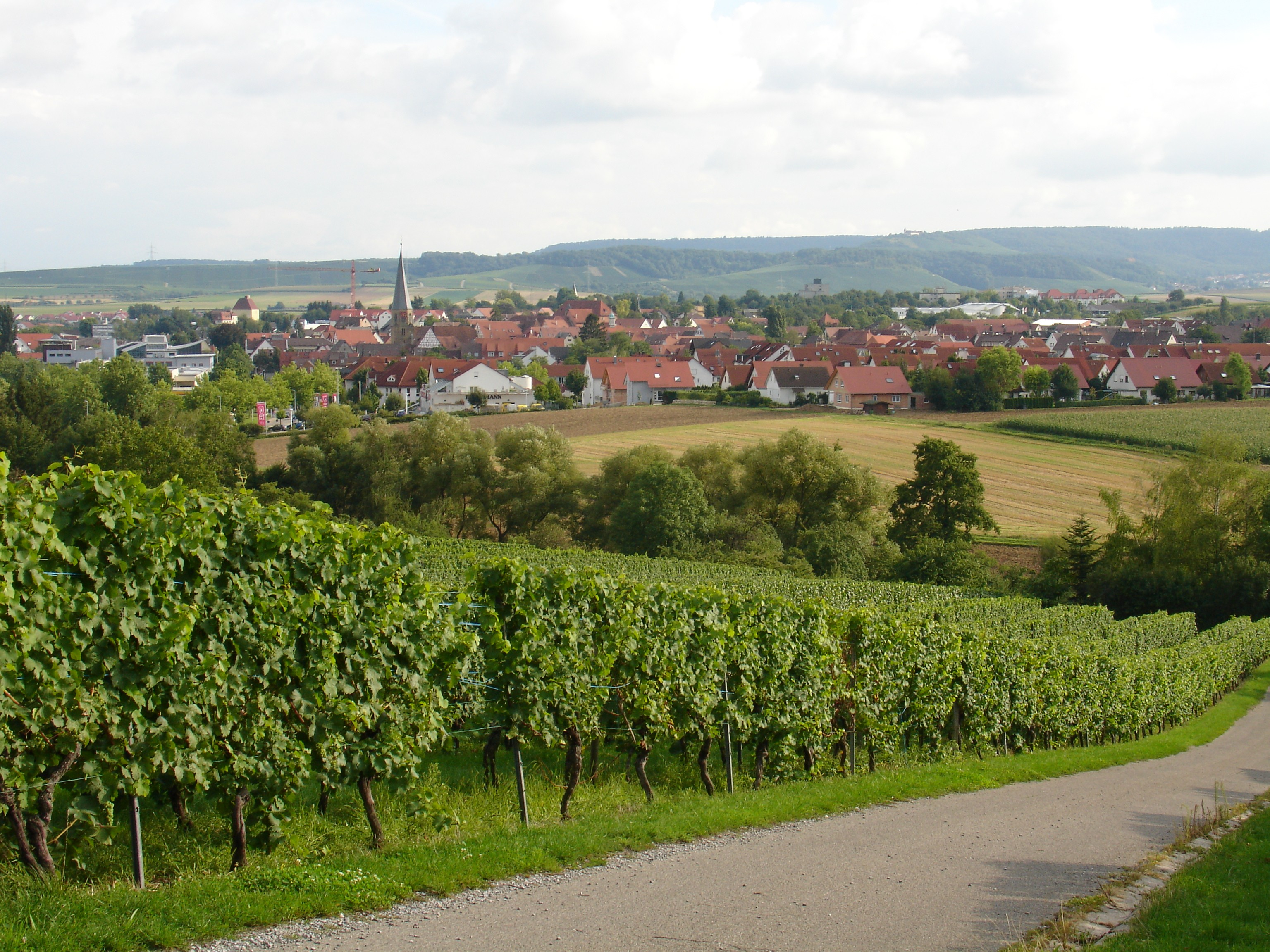
Blick über Brackenheim

Brackenheim (ⓘ) ist eine Stadt im Landkreis Heilbronn in Baden-Württemberg. Sie gehört zum Regionalverband Heilbronn-Franken (bis 20. Mai 2003 Region Franken) und zur Randzone der europäischen Metropolregion Stuttgart. Mit 798 ha Gesamtrebfläche ist sie die größte württembergische Weinbaugemeinde. Einer der bekanntesten Söhne der Stadt ist der erste deutsche Bundespräsident Theodor Heuss.

## Geographie

### Geographische Lage
Brackenheim liegt im Zabergäu im südwestlichen Landkreis Heilbronn, 15 km südwestlich der kreisfreien Stadt Heilbronn. Zaber, Forstbach, Herrenwiesenbach und Neipperger Bächle durchziehen die Teilorte in Ost-West-Richtung. Mit seinen Stadtteilen erreicht Brackenheim die Abhänge des Heuchelbergs im Norden und berührt im Süden die Ausläufer des Stromberg-Höhenzuges. Die Landschaft prägt der intensiv betriebene Weinbau.

### Nachbargemeinden
Nachbarstädte und -gemeinden Brackenheims sind (im Uhrzeigersinn, beginnend im Südwesten): Cleebronn, Güglingen, Eppingen, Schwaigern, Nordheim, Lauffen am Neckar (alle Landkreis Heilbronn), Kirchheim am Neckar und Bönnigheim (beide Landkreis Ludwigsburg). Mit Cleebronn ist Brackenheim eine Vereinbarte Verwaltungsgemeinschaft eingegangen.

### Stadtgliederung
Brackenheim besteht aus insgesamt acht Ortsteilen, neben Brackenheim selbst aus Botenheim, Dürrenzimmern, Haberschlacht, Hausen an der Zaber, Meimsheim, Neipperg und Stockheim.
Zu Brackenheim selbst gehören noch die Wohnplätze Burgermühle und St.-Johannis-Mühle, zu Meimsheim die Wohnplätze Bellevue, Obere Schellenmühle und Untere Schellenmühle, zu Neipperg Schloss und Hof Neipperg, zu Stockheim Schloss und Hof Stocksberg. Abgegangene, nicht mehr bestehende Orte sind die Hengstmühle auf Markung Botenheim sowie Jägerhaus, Schleifmühle und Stärkefabrik auf Markung Meimsheim.

### Flächenaufteilung
Weinbau und Landwirtschaft prägen die Flächenaufteilung in Brackenheim und seinen Teilorten. Diese machen über 66 % der vorhandenen Fläche aus.
Nach Daten des Statistischen Landesamtes, Stand 2019.

## Geschichte

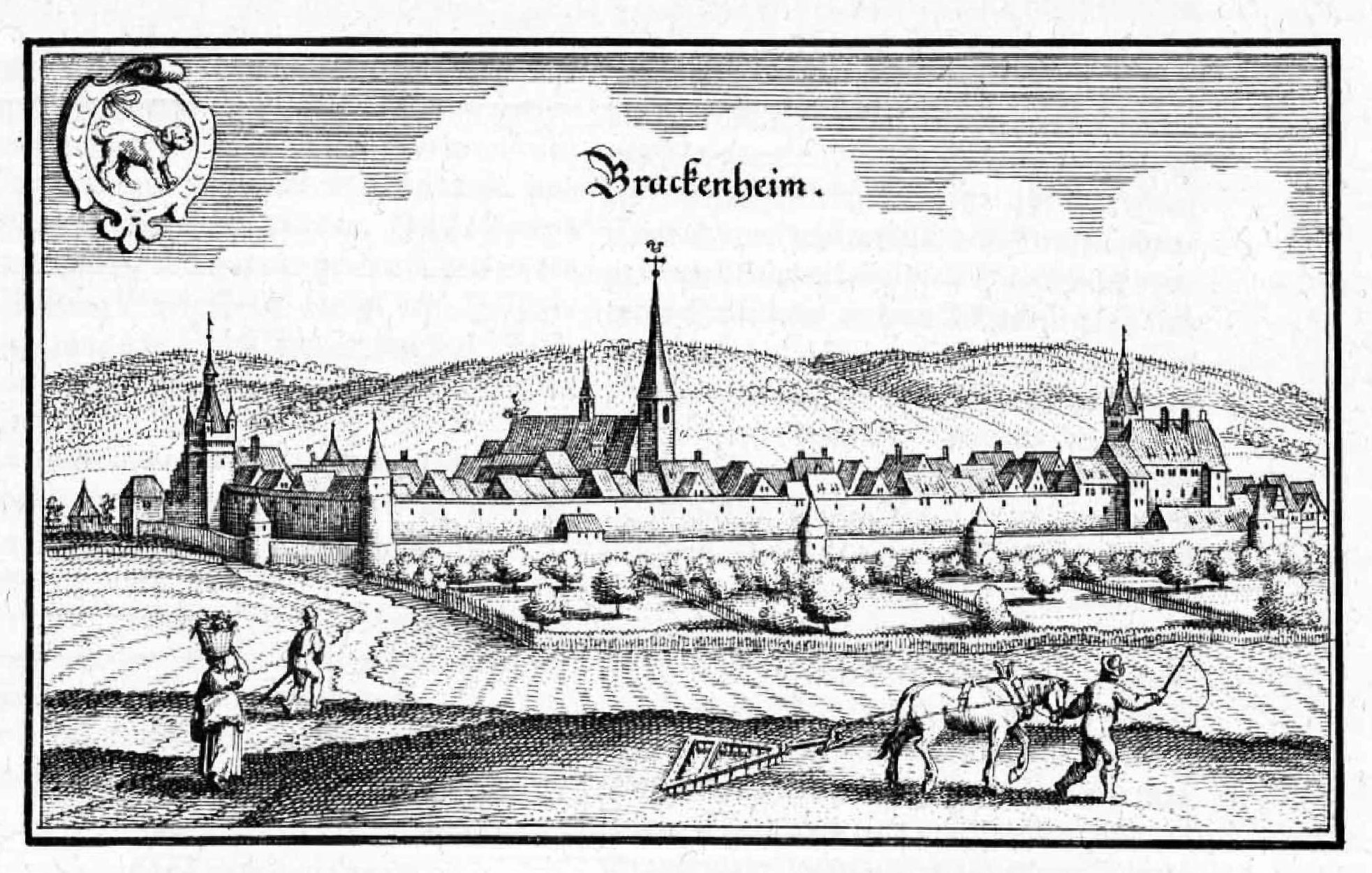
Brackenheim um 1640 (Illustration aus Matthäus Merians Topographia Sueviae, 1643)

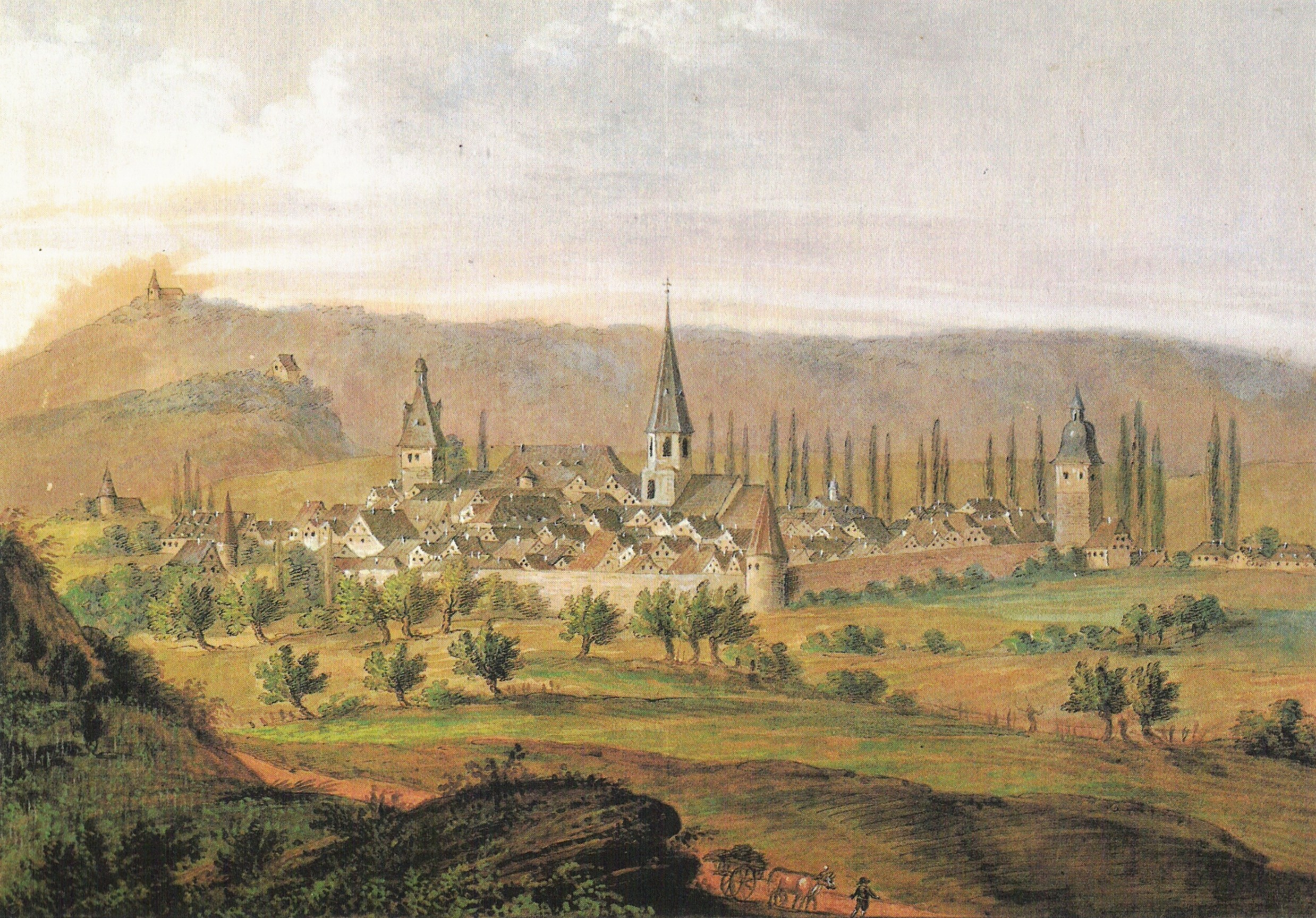
Brackenheim von Nordosten, Aquarell über Feder (Künstler unbekannt, um 1820)

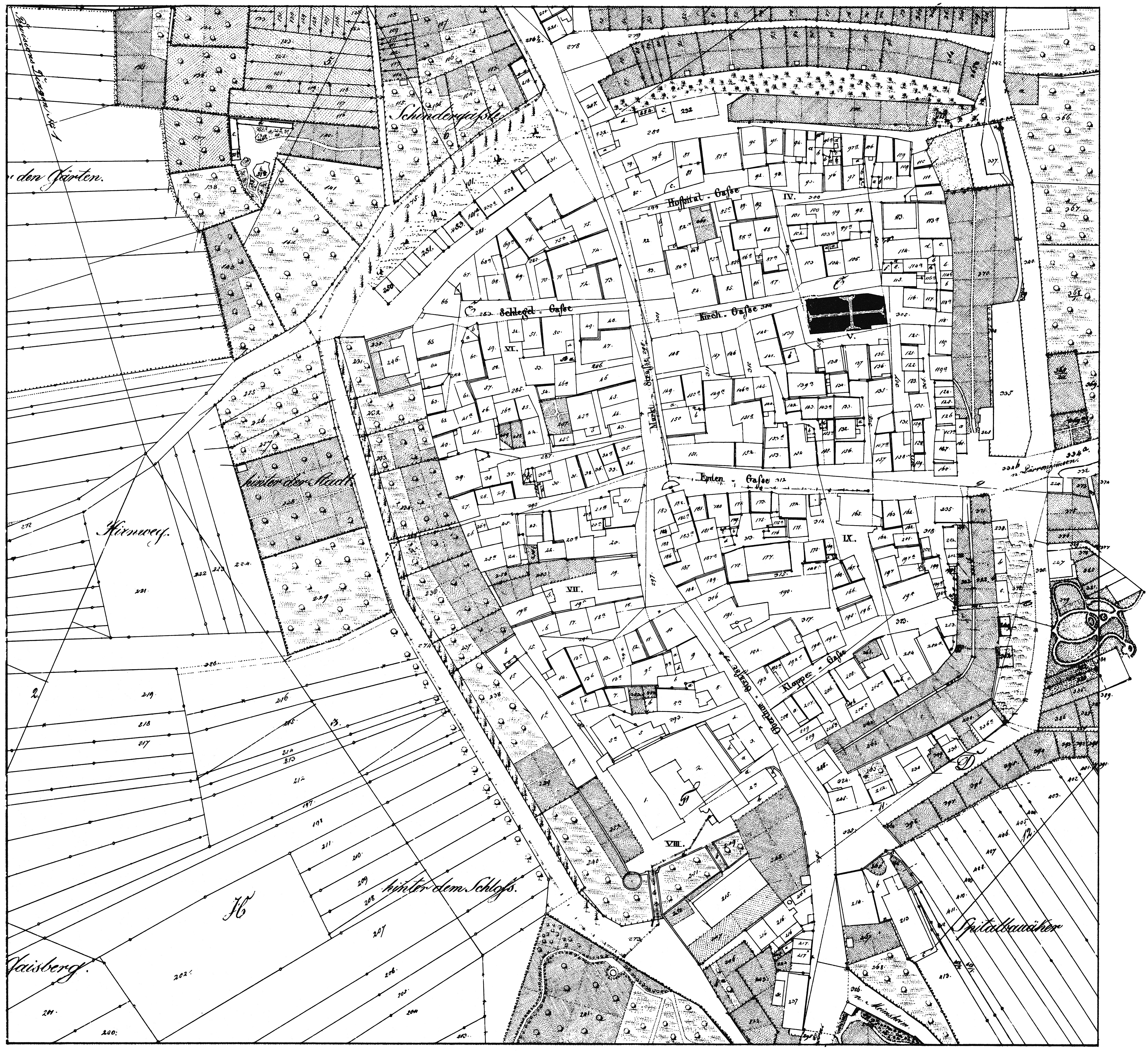
Historischer Stadtplan von 1835

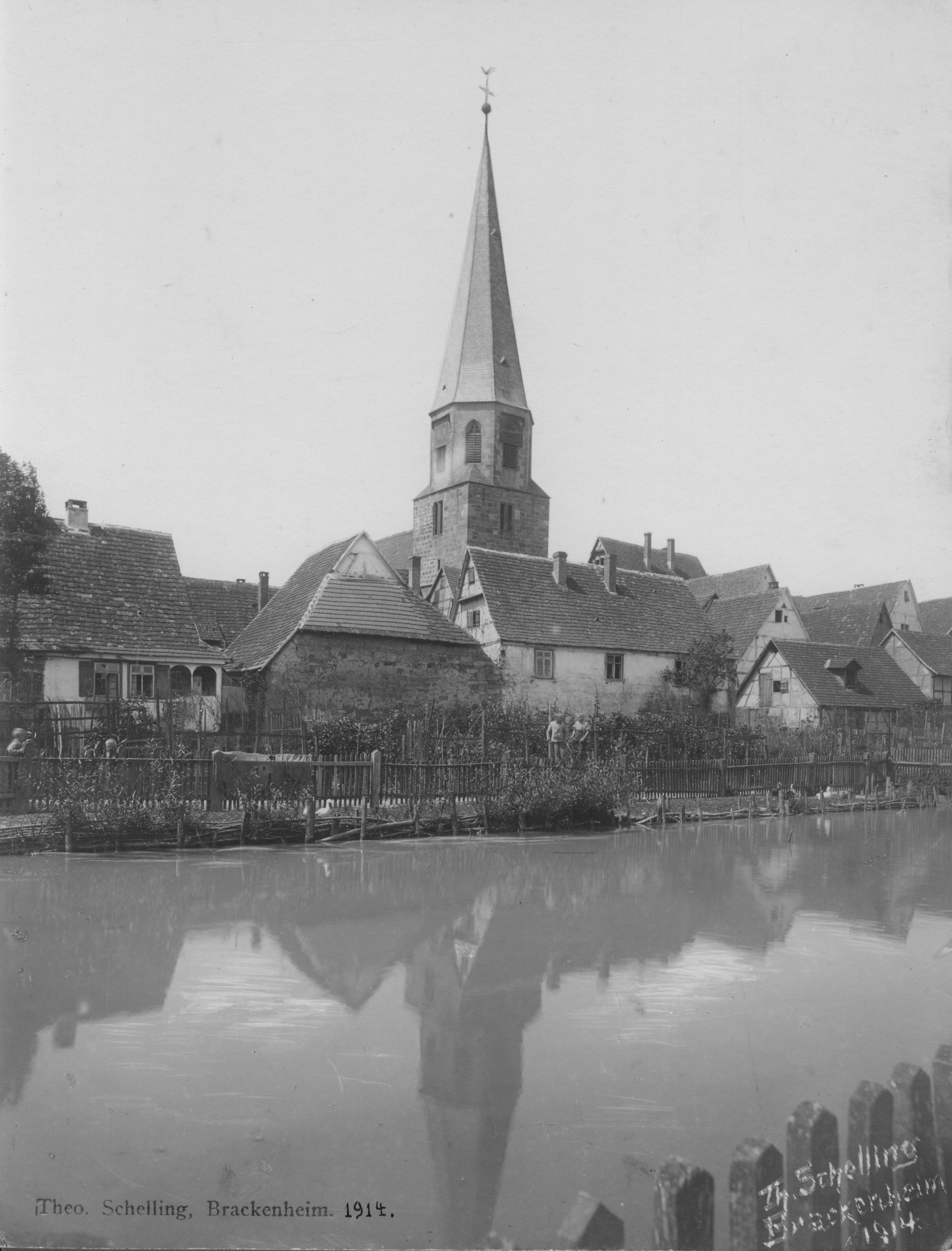
Löschwasserteich in Brackenheim (1914)

Logo der Stadt Brackenheim

### Bis zum 18. Jahrhundert
Das Gebiet zwischen dem Strom- und dem Heuchelberg ist schon seit etwa 5000 bis 6000 Jahren besiedelt. Die ältesten menschlichen Siedlungsfunde auf dem Gebiet der heutigen Stadt Brackenheim datieren aus der Jungsteinzeit, aus der etwa 30 Siedlungsstellen im Stadtgebiet nachgewiesen sind. Auch aus den nachfolgenden Epochen ist eine Besiedelung des sich längs und nördlich der Zaber erstreckenden Stadtgebietes belegt, das von zahlreichen vorgeschichtlichen Wegen durchzogen wurde, die in und um den heutigen Stadtteil Meimsheim einen wichtigen Knotenpunkt hatten.
Zur Zeit der Römer lag Brackenheim im Hinterland des Neckar-Odenwald-Limes bzw. Obergermanisch-Raetischen Limes. Im fruchtbaren Zabergäu bestanden damals zahlreiche römische Gutshöfe. Die bedeutendsten Funde aus römischer Zeit im heutigen Stadtgebiet wurden bei der Martinskirche in Meimsheim und in Hausen an der Zaber geborgen. Aus der nachfolgenden Zeit der Alamannen gibt es aus Brackenheim nur vereinzelte und teilweise umstrittene Funde. Die intensive Besiedelung des heutigen Stadtgebiets und die Gründung der heutigen Stadtteile fand dann während der fränkischen Landnahme ab dem 6. Jahrhundert statt. Der Stadtteil Meimsheim wurde 788 im Lorscher Codex erstmals erwähnt, es folgen 793/94 Botenheim und Frauenzimmern oder Dürrenzimmern.
Ein Zeisolf von Brackenheim wurde im 12. Jahrhundert im Hirsauer Codex anlässlich einer Schenkung von Gütern in Botenheim und Meimsheim erwähnt. Der Ort Brackenheim wird in einer Urkunde Erkingers von Magenheim vom 6. Oktober 1246 erstmals genannt. Die Herren von Magenheim sind ein spätestens seit 1147 nachweisbares Adelsgeschlecht mit umfangreichen Besitztümern in Kraichgau und Zabergäu und mit Beziehungen zum Bistum Mainz, Bistum Speyer, Bistum Worms, zu den Staufern und auch zu König Rudolf I. von Habsburg. Auf die Magenheimer, die eventuell auch schon auf einer durch den Gewannamen Burg nachgewiesenen alten Burg einen Sitz hatten, geht der Ausbau des Ortes Brackenheim zur Stadt zurück. Der bestehende Ort wurde dabei planmäßig erweitert und nahezu rechteckig ummauert. Außerdem wurde dabei ein neuer Herrensitz innerhalb der Stadt errichtet, auf den das heutige Schloss zurückgeht. Die älteste Erwähnung als oppidum (Stadt) datiert auf 1279, das Stadtrecht wurde durch Rudolf I. förmlich am 29. Mai 1280 verliehen. Mit der ersten Erwähnung des Markttors in Richtung Neipperg im Jahr 1301 gilt der Abschluss der Ummauerung der Stadt als belegt. Die Stadt ist bis ins frühe 20. Jahrhundert kaum über diese mittelalterliche Umfassung hinausgewachsen.
Durch Erbteilung zerfiel der Besitz der Magenheimer in verschiedene Teile. Um 1280 erhielt dabei Erkinger III. von Magenheim die Stadt Brackenheim mit Zugehör. Nach 1287 teilten dessen Söhne den Besitz nochmals auf. Über weitere Erbgänge kam eine Hälfte von Brackenheim an Graf Burkhard von Hohenberg, der seinen Besitz in Brackenheim, Magenheim sowie auf Burg Blankenhorn 1321 an Graf Eberhard I. von Württemberg verkaufte. Dessen Sohn Ulrich III. veräußerte den Besitz in Brackenheim zwar 1327 an Erzbischof Matthias von Mainz, jedoch erlangte Württemberg um 1356 den Besitz an jener Hälfte der Stadt zurück. Faktisch scheint Württemberg ab jener Zeit jedoch die Herrschaft über die ganze Stadt ausgeübt zu haben, da Eberhard II. am 27. Dezember 1367 von vier Magenheimer Erben auch den Anspruch auf die restliche Hälfte der Stadt für eine sehr geringe Summe erwarb.
Brackenheim wurde württembergische Amtsstadt. Zum Amt Brackenheim zählten ursprünglich neben der Stadt auch noch die Orte Haberschlacht, Meimsheim, Nordheim, Hausen an der Zaber, Dürrenzimmern und die württembergische Hälfte von Cleebronn. Später kamen noch die Gemeinden Kleingartach, Niederhofen und Stetten am Heuchelberg hinzu.
Das Schloss Brackenheim wurde zusammen mit der Stadt und dem Amt Brackenheim verschiedenen Witwen württembergischer Regenten als Witwensitz verschrieben, außerdem diente es auch als Sitz des jeweiligen württembergischen Obervogts. Im 17. und 18. Jahrhundert hat jedoch keine der mit dem Schloss bedachten Witwen auch tatsächlich in Brackenheim gewohnt.
In der Zeit des Dreißigjährigen Krieges hatte Brackenheim vielfach Plünderungen und die Auswirkungen von Truppendurchzügen und Einquartierungen zu erdulden. Die größte Not war gerade überwunden, als ab 1688 mit dem Ausbruch des Pfälzer Erbfolgekriegs sich erneut militärische Operationen um Brackenheim zutrugen. Inmitten dieser Notzeit mit Plünderungen und der Verwüstung von Feldern ereignete sich im Mai 1691 ein großer Stadtbrand, bei dem 112 Gebäude in Brackenheim zerstört wurden. Der Umstand, dass die Einwohner der umliegenden Amtsorte ihr Mobiliar und ihre Fruchtvorräte in der vermeintlich sichereren Stadt eingelagert hatten, vergrößerte das Ausmaß der Katastrophe dramatisch. Es kam zu Hungersnot und Armut, die durch die kriegerischen Handlungen und Missernten in den Folgejahren noch vergrößert wurden.
Nach dem Stadtbrand von 1691 waren weite Teile im Norden und Osten der Stadt zerstört, wobei sich der Wiederaufbau bis weit in das 18. Jahrhundert hinein zog. Eine Neugestaltung des Marktplatzes war notwendig. Auch das alte Rathaus von 1424 war abgebrannt, so dass der Rat in das ehemalige Badhaus zog, bis 1776 das neue Rathaus an der Stelle des alten fertiggestellt war.

### 19. bis 21. Jahrhundert
Mit Gründung des Königreichs Württemberg 1806 blieb Brackenheim Verwaltungssitz des gleichnamigen Oberamtes (ab 1934 Kreis Brackenheim). Bei der Verwaltungsreform während der NS-Zeit in Württemberg kam Brackenheim 1938 zum Landkreis Heilbronn. 1933 wurden 1633 Einwohner gezählt, 1939 waren es 1671.
In den letzten Tagen des Zweiten Weltkriegs wurde Brackenheim am 2. und am 5. April 1945 zum Ziel mehrerer Bombenabwürfe, wobei zahlreiche Dächer abgedeckt und einige Gebäude, vor allem Scheunen, stark beschädigt wurden. Obwohl am 5. und 6. April noch Panzersperren errichtet und zwei Brücken gesprengt wurden, zogen französische Truppen am Nachmittag des 6. April 1945 kampflos in Brackenheim ein, anschließend kam es vereinzelt zu Plünderungen und Vergewaltigungen. Die Kriegsschäden waren im Wesentlichen bereits im Spätjahr 1945 behoben. Im Jahr 1946 fanden rund 550 Heimatvertriebene, größtenteils aus dem Sudetenland, Aufnahme in Brackenheim.
1945 wurde der Ort Teil der Amerikanischen Besatzungszone und gehörte somit zum neu gegründeten Land Württemberg-Baden, das 1952 im jetzigen Bundesland Baden-Württemberg aufging.
Im Zuge der baden-württembergischen Gemeindereform wurden von 1971 bis 1974 die Nachbargemeinden Botenheim, Dürrenzimmern, Haberschlacht, Hausen an der Zaber, Meimsheim, Neipperg und Stockheim nach Brackenheim eingemeindet. Die rege Ausweisung von Baugebieten ließ die Ortsteile teilweise zusammenwachsen und führte zu einem deutlichen Bevölkerungswachstum, alleine von 1995 bis 2004 um annähernd 2700 Einwohner.

### Eingemeindungen
| Stadtteil           | Datum            |
| ------------------- | ---------------- |
| Botenheim           | 1. Januar 1971   |
| Dürrenzimmern       | 1. November 1971 |
| Haberschlacht       | 29. Februar 1972 |
| Meimsheim           | 1. April 1972    |
| Neipperg            | 1. Januar 1974   |
| Stockheim           | 1. Januar 1974   |
| Hausen an der Zaber | 1. Oktober 1974  |

### Religionen

#### Konfessionsstatistik
Gemäß dem Zensus 2011 waren 53,5 % der Einwohner evangelisch, 18,6 % römisch-katholisch und 27,9 % waren konfessionslos, gehörten einer anderen Glaubensgemeinschaft an oder machten keine Angabe. Mit Stand 4. Januar 2022 waren von den 16.439 Einwohnern 42,4 % (6967) evangelisch, 16,2 % katholisch und 41,4 % (6809) waren konfessionslos oder gehörten einer anderen Glaubensgemeinschaft an. Die Zahl der Protestanten und Katholiken ist demnach im beobachteten Zeitraum gesunken.

#### Geschichte
Brackenheim ist seit der Reformation überwiegend evangelisch geprägt. Die Stadt ist Sitz des Kirchenbezirks Brackenheim der Evangelischen Landeskirche in Württemberg. In Brackenheim, Botenheim, Dürrenzimmern, Hausen, Meimsheim und Neipperg gibt es eigene evangelische Kirchengemeinden; Haberschlacht und Stockheim haben eine gemeinsame Kirchengemeinde. Brackenheim ist auch Sitz des evangelischen Bezirksjugendwerks Brackenheim, das als Teil des Evangelischen Jugendwerks in Württemberg für die Jugendarbeit in den Kirchengemeinden des Kirchenbezirkes Brackenheim zuständig ist.
In Stockheim gibt es die katholische Kirchengemeinde St. Ulrich, die auch Haberschlacht und den Eppinger Stadtteil Kleingartach umfasst. Neipperg gehört zur Kirchengemeinde St. Martinus in Schwaigern. Die katholische Christus-König-Gemeinde in Brackenheim entstand im Wesentlichen durch den Zuzug von katholischen Heimatvertriebenen nach dem Zweiten Weltkrieg und umfasst die restlichen Brackenheimer Stadtteile.
In Brackenheim sind auch eine evangelisch-freikirchliche Gemeinde (Baptisten) und die Zeugen Jehovas vertreten, in Botenheim die Evangelisch-methodistische Kirche und in Meimsheim die Neuapostolische Kirche.

## Politik

### Gemeinderat und Ortschaftsräte
Dem Gemeinderat umfasst 22 ehrenamtliche Mitglieder, die für eine Amtszeit von fünf Jahren gewählt werden, sowie der Bürgermeister als ebenfalls stimmberechtigtem Vorsitzenden. Die letzte Wahl am 9. Juni 2024 brachte folgendes Ergebnis:
| Partei / Liste                                | Stimmenanteil | Sitze |
| --------------------------------------------- | ------------- | ----- |
| Christlich Demokratische Union (CDU)          | 28,1 %        | 6     |
| Sozialdemokratische Partei Deutschlands (SPD) | 12,2 %        | 3     |
| Bündnis 90/Die Grünen                         | 9,0 %         | 2     |
| Freie Wähler Brackenheim (FWB)                | 32,5 %        | 7     |
| Liste 21                                      | 18,1 %        | 4     |

Nach der Kommunalreform gab es ab 1974 in einigen der Brackenheimer Ortsteile Ortschaftsräte und ehrenamtliche Ortsvorsteher, in anderen nicht. Um möglichst eine Gleichbehandlung aller Ortsteile zu erreichen, hatte der Brackenheimer Gemeinderat in einem Entschluss vom 29. Januar 2004 die Ortschaftsräte aufgefordert, sich bis zum Jahr 2008 zugunsten sogenannter Gesprächskreise, wie sie bereits in den anderen Teilorten bestanden, aufzulösen. Der letzte Ortschaftsrat in Haberschlacht löste sich 2009 auf.
Es gibt nun in allen Ortsteilen und in der Kernstadt sogenannte Gesprächskreise. Diese Gesprächskreise, die „alle Entscheidungsträger vor Ort […] wie beispielsweise die Gemeinderäte aus dem Stadtteil, Vertreter der Kirchen und Vereine, der Lokalen Agenda, der Schulen, der Freiwilligen Feuerwehr oder des Partnerschaftskomitees“ versammeln, sollen dazu dienen, „wichtige Entscheidungen und Angelegenheiten der jeweiligen Stadtteile zu diskutieren und sich gegenseitig auszutauschen.“
Die Mitglieder des Gemeinderates beschlossen am 3. Juli 2014 mehrheitlich die Neufassung der Hauptsatzung der Stadt Brackenheim und damit die Aufhebung der unechten Teilortswahl ab der Wahl des Gemeinderates 2019. Die Sitzzahl der Mitglieder des Gemeinderates wird damit auf 22 Sitze festgelegt.

### Bürgermeister
- 1988–2020: Rolf Kieser[17]
- seit 2020: Thomas Csaszar[2]

### Wappen und Flagge

Wappen Brackenheims

Die Blasonierung des Brackenheimer Wappens lautet: In Rot ein stehender silberner Bracke mit schwarzem Halsband und silbernem Leitring. Die Stadtfarben sind Weiß-Rot.
Schon das älteste erhaltene Siegel Brackenheims von 1301 zeigt den stehenden Bracken als redendes Wappen. Der Hund wurde im Lauf der Jahrhunderte in verschiedenen Stellungen – stehend, schreitend, springend usw. – und seit dem 16. Jahrhundert mit verschiedenen Zugaben wie Halsband oder Kette verwendet. Die Farben sind stets gleich geblieben und gehen wahrscheinlich auf die Herren von Magenheim zurück, die Brackenheim zeitweise als Mainzer Lehen besaßen. Im Jahr 1953 legte der Brackenheimer Gemeinderat in Anlehnung an das älteste Stadtsiegel das Wappen in seiner jetzigen Form fest.

### Städtepartnerschaften
Schon 1962 schloss der heutige Stadtteil Neipperg eine Partnerschaft mit der französischen Gemeinde Marsan in der Gascogne (Département Gers). 1978 schloss Brackenheim eine Partnerschaft mit der französischen Stadt Charnay-lès-Mâcon im Département Saône-et-Loire, die 1996 um die italienische Gemeinde Castagnole delle Lanze im Piemont (Provinz Asti) erweitert wurde. Mit der polnischen Gemeinde Zbrosławice in Oberschlesien wurde 2001 ein Freundschaftsvertrag geschlossen. Freundschaftliche Beziehungen auf Vereinsebene werden zudem mit Le Lude in Frankreich und mit Port Talbot in Wales gepflegt.
Im Jahre 2000 ist Brackenheim in Anerkennung des Einsatzes der Stadt für die europäische Idee vom Europarat mit dem Europadiplom ausgezeichnet worden. Um die Pflege der freundschaftlichen und partnerschaftlichen Beziehungen kümmert sich das Partnerschaftskomitee der Stadt Brackenheim.

## Kultur und Sehenswürdigkeiten
Der Kunstverein Brackenheim e. V., der seit 1980 besteht, zeigt in seinem Ausstellungsraum im Flüchttorgebäude Positionen zeitgenössischer Kunst.
Der Verein Kulturforum Brackenheim e. V. verfügt seit 1994 mit der Kapelle im Schloss über eine eigene Spielstätte mit 200 Plätzen, die für Konzert-, Kabarett- und Theatergastspiele genutzt wird.

### Museen
Das im Jahr 2000 eingerichtete städtische Theodor-Heuss-Museum in der Obertorstraße widmet sich dem Leben von Theodor Heuss, dem großen Sohn der Stadt. Schon von 1968 an befand sich am gleichen Standort eine Theodor-Heuss-Gedenkstätte.
Das Heimatmuseum des Heimatvereins Brackenheim im Stadtteil Botenheim zeigt heimatgeschichtliche Exponate.

### Bauwerke

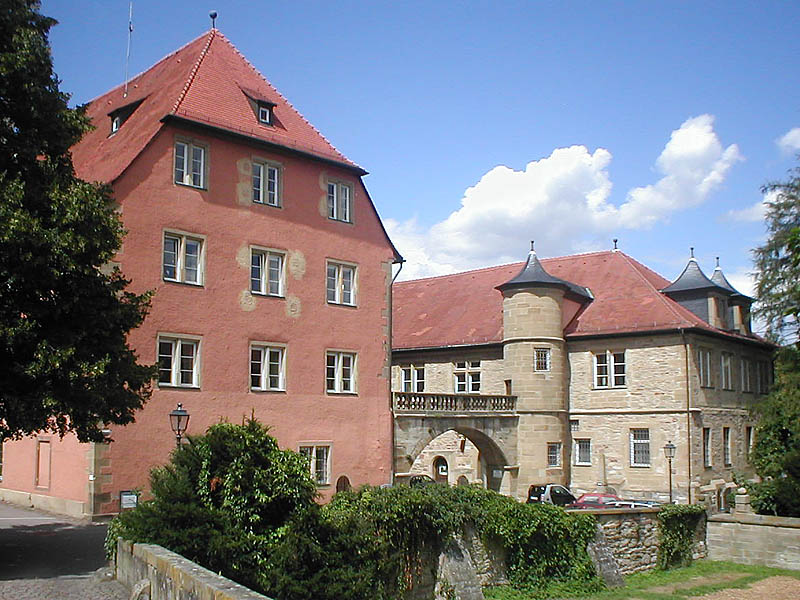
Schloss Brackenheim

- Die evangelische Stadtkirche St. Jakobus geht auf eine ehemalige Jakobuskapelle zurück, die verschiedentlich im Stil der Gotik ausgebaut und im frühen 16. Jahrhundert zur Stadtkirche erhoben wurde.
- Die evangelische Johanniskirche auf dem Brackenheimer Friedhof ist die ursprüngliche Brackenheimer Pfarrkirche. In dieser spätromanischen Basilika mit hochgotischem Chor sind Wandmalereien des 13. und 14. Jahrhunderts sowie zahlreiche historische Grabmale erhalten. Die Kirche diente nach dem Zweiten Weltkrieg auch für Gottesdienste der katholischen Gemeinde, bevor diese sich 1954 mit der Christus-König-Kirche ein eigenes Gotteshaus errichtet hat.
- Das Schloss Brackenheim im Süden der Altstadt wurde von 1556 bis 1559 als Stadtschloss anstelle der alten Burg der Herren von Magenheim unter Herzog Christoph von Württemberg durch Baumeister Martin Berwart erbaut. Der dreiflügelige Bau diente als württembergischer Witwensitz. Nach einem Brand 1670 wurden der Westflügel und der nördliche Querflügel von 1677 bis 1685 durch Baumeister Weiss wieder aufgebaut, wodurch das Schloss im Wesentlichen seine heutige Gestalt erhielt. Später war das Gebäude Wohnung des Obervogts und Amtssitz. Bis 2019 war das Amtsgericht im Schloss untergebracht. Nach Umbau und Erweiterung sollen Teile des Schlosses als Hotel genutzt werden.
- Das Obertorhaus war von 1828 bis 1907 Oberamtsgefängnis, seit 1968 befindet sich in dem Gebäude die Theodor-Heuss-Gedenkstätte, die im August 2000 in neuer Gestaltung als Theodor-Heuss-Museum wiedereröffnet wurde[19]. Gegenüber dem Obertorhaus befand sich das Geburtshaus von Theodor Heuss, das 1950/51 dem Bau der bis 1975 betriebenen und heute als Stadtarchiv genutzten Weingärtnergenossenschaft weichen musste. An dieses Gebäude erinnert nun ein Gedenkstein.

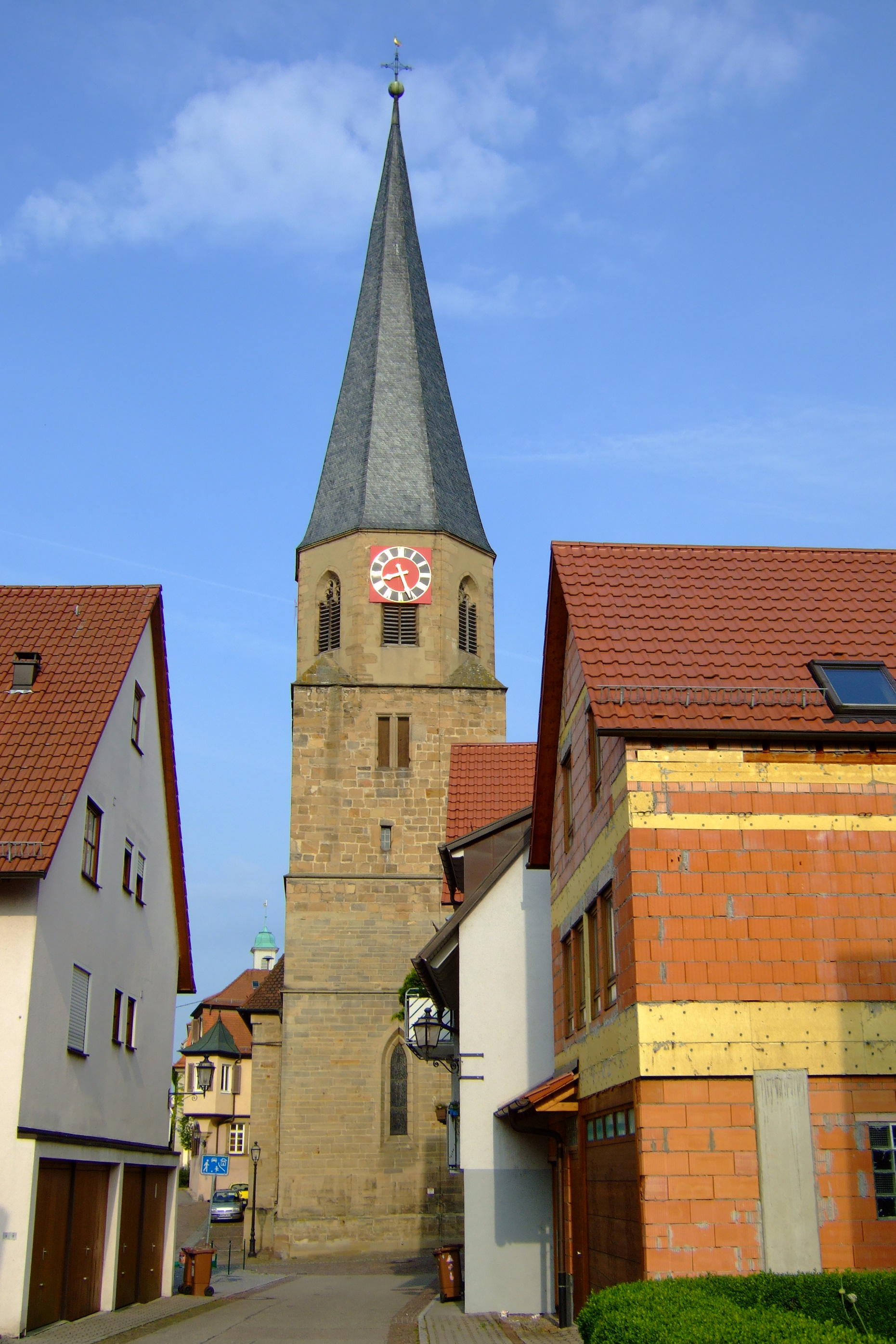
Stadtkirche „St. Jakobus“
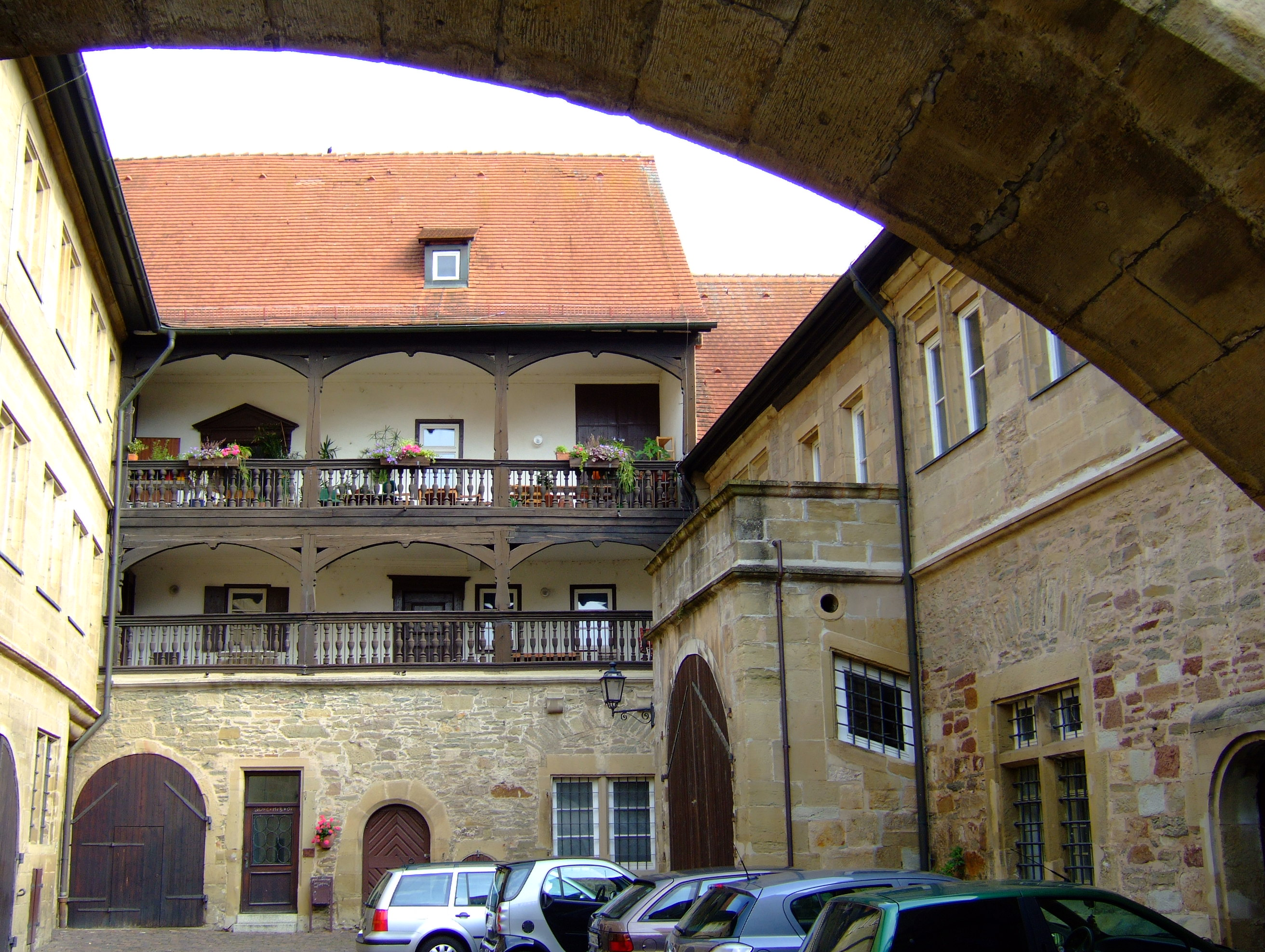
Innenhof des Stadt-Schlosses
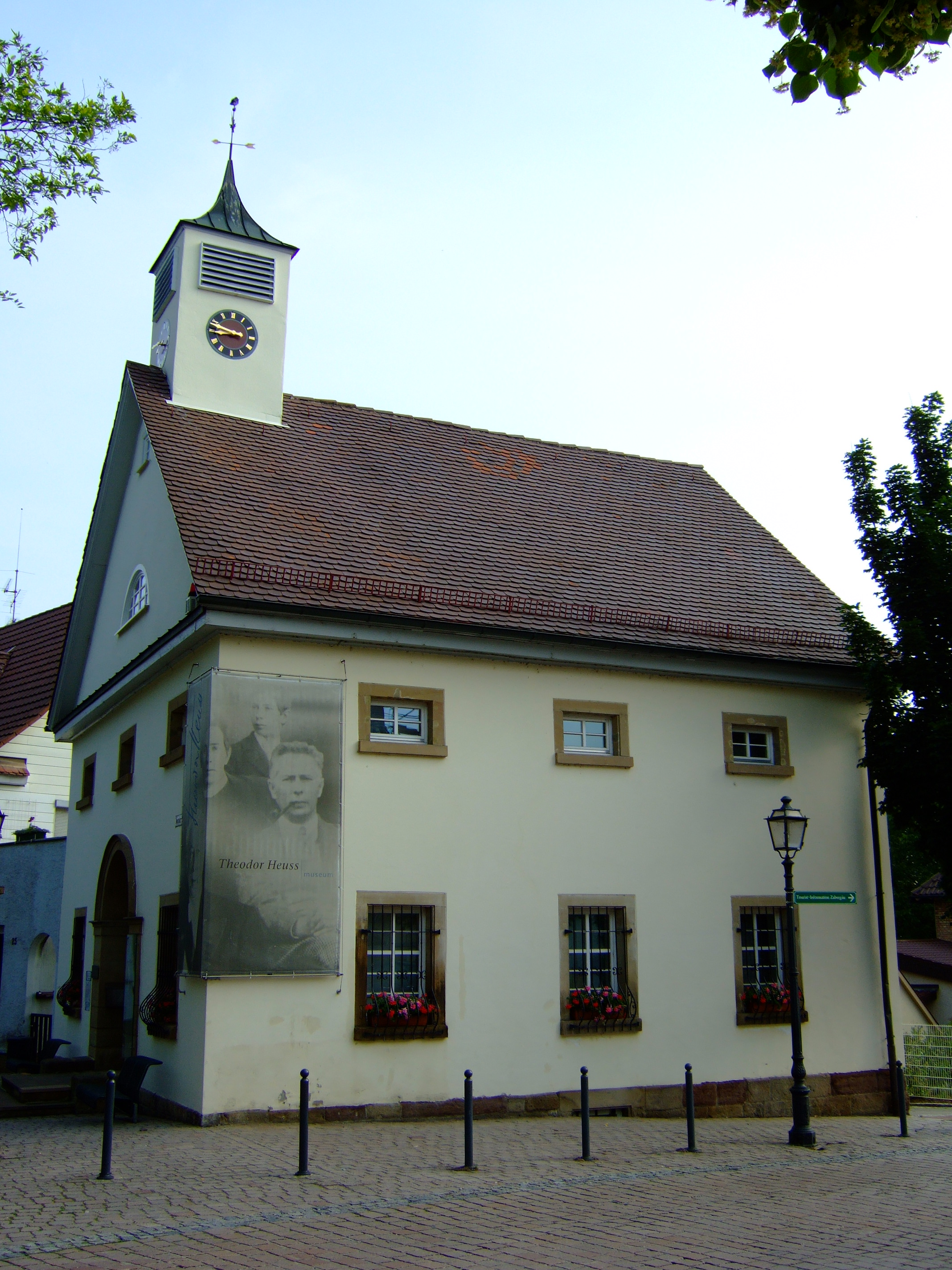
Obertorhaus (Obertorstraße 27), Theodor-Heuss-Museum

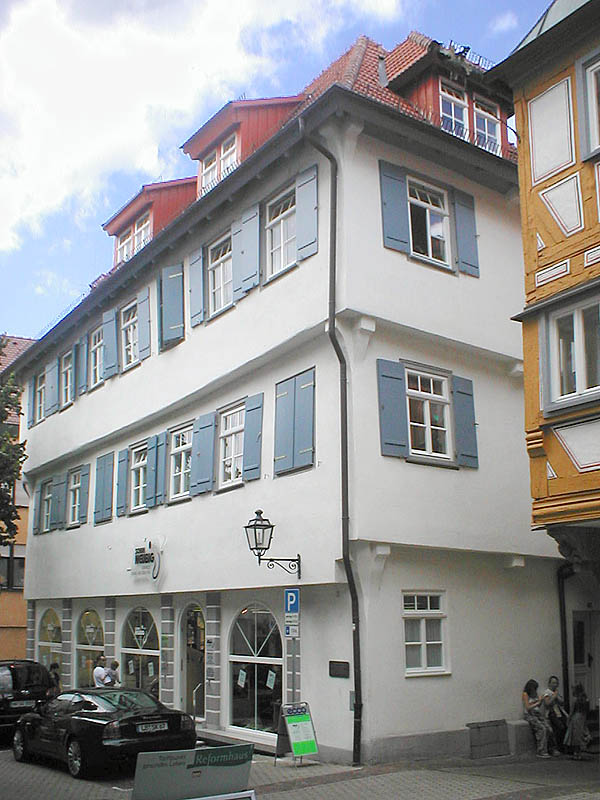
Ehem. Oberamtsgebäude

- Das Rathaus ist ein 1774 erbautes Gebäude im Stil des Rokoko. Es steht an der Stelle eines 1424 errichteten Vorgängerbauwerks und wurde 1954 umfassend renoviert. 2011 wurde es durch einen modernen Anbau erweitert.
- Das Neue Bad war von 1400 bis 1530 zunächst ein Beginenhaus, wurde 1576 zum Stadtbad umgebaut, diente nach dem Brand von 1691 als Rathaus bis 1776 und ist seitdem Geschäftshaus. Hier befanden sich zeitweilig eine Schmiede und eine Färberei.
- Das Oberamtsgebäude beherbergte das Oberamt Brackenheim bis 1800. Danach wurde es als Wohn- und Geschäftshaus genutzt, lange Zeit als Bäckerei.
- Die Alte Schule bei der Stadtkirche wurde 1608/10 erbaut und war bis 1804 eine Lateinschule, danach noch Schulgebäude bis 1896. Das schmuckvolle Fachwerkhaus, an das sich die ehemalige Prädikatur anschließt, ist heute ein Bürogebäude.
- Das evangelische Diakoniehaus wurde 1706 erbaut. Das evangelische Dekanatsgebäude wurde 1749 errichtet und bis 1977 genutzt.

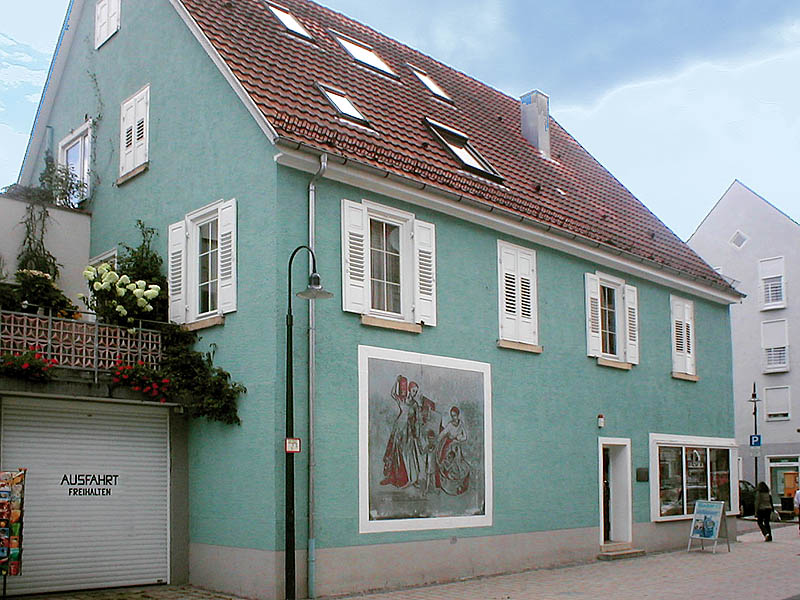
Neues Bad
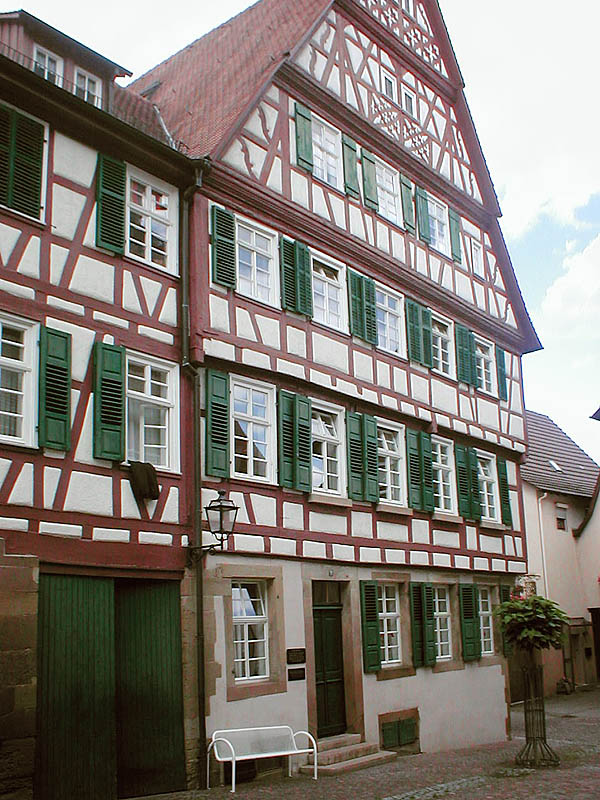
Alte Schule
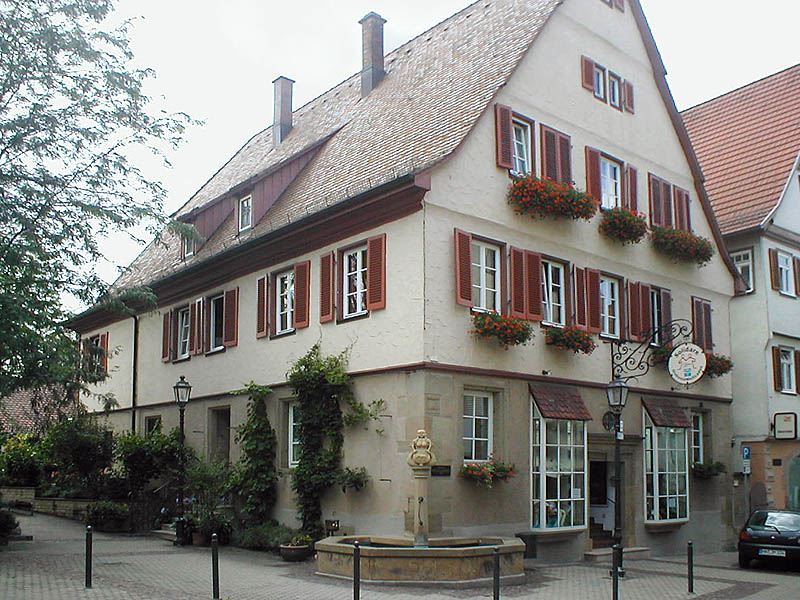
Ehem. evang. Dekanat

- In der Brackenheimer Altstadt sind zahlreiche weitere historische Fachwerkgebäude erhalten. Herausragend sind das Pfründnerhaus von 1461, das Gebäude von 1580 in der Rosengasse sowie das Gasthaus „Ochsen“ mit schmuckvollem Renaissance-Portal. Das 1993 renovierte Bandhaus der Schlosskellerei wurde um 1600 errichtet und wurde ab 1956 viele Jahre, bis zu dem Neubau eines geräumigen Feuerwehrhauses, auch von der Freiwilligen Feuerwehr genutzt.
- Etwas außerhalb der Altstadt befindet sich das Alte Postamt von 1902, das heute als Jugendhaus genutzt wird.

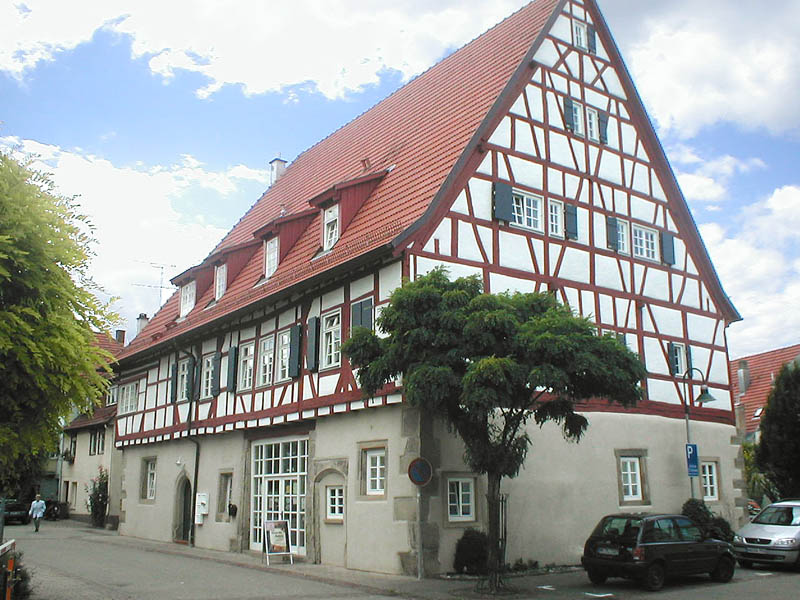
Fachwerkgebäude von 1580
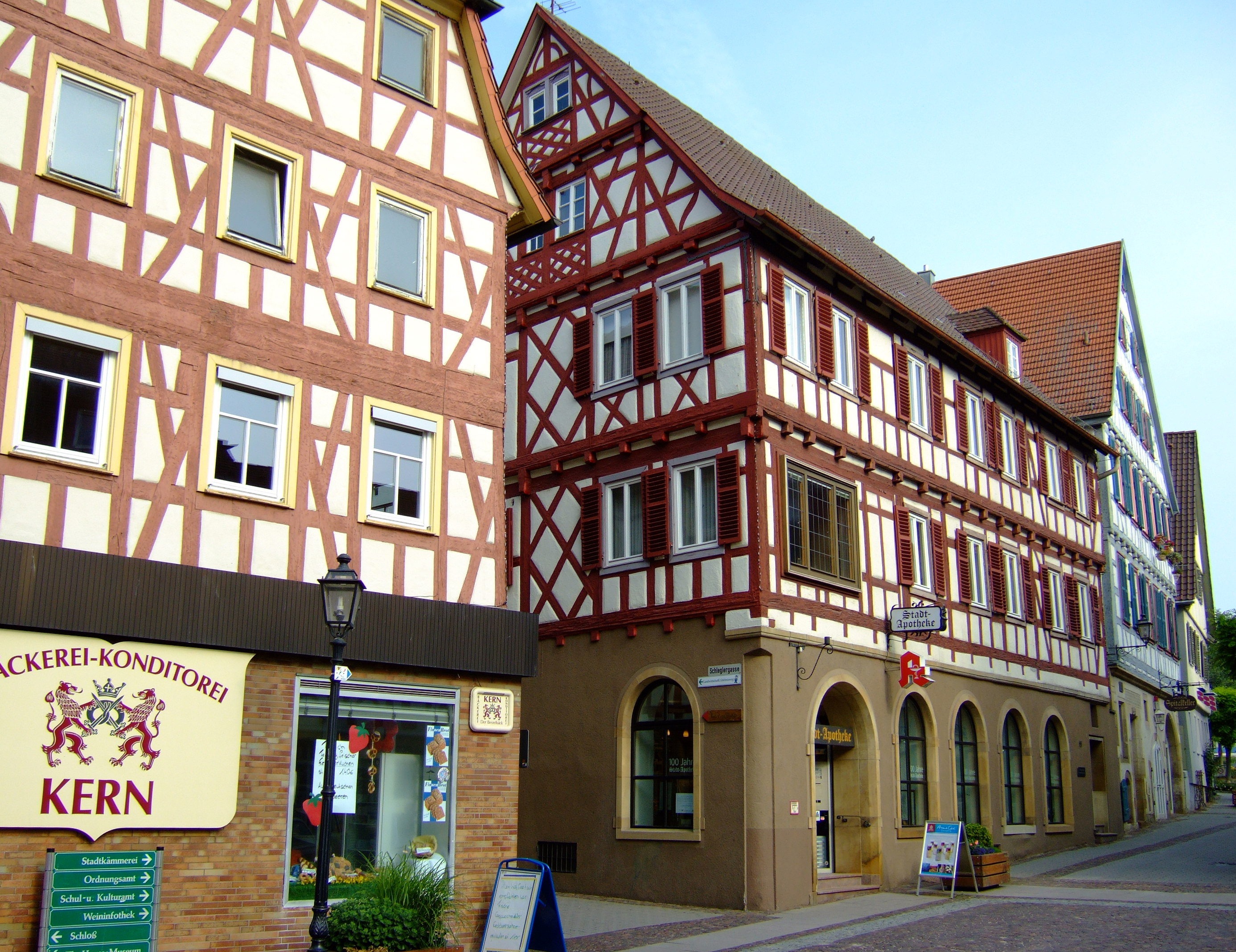
Fachwerkhäuser gegenüber dem Rathaus
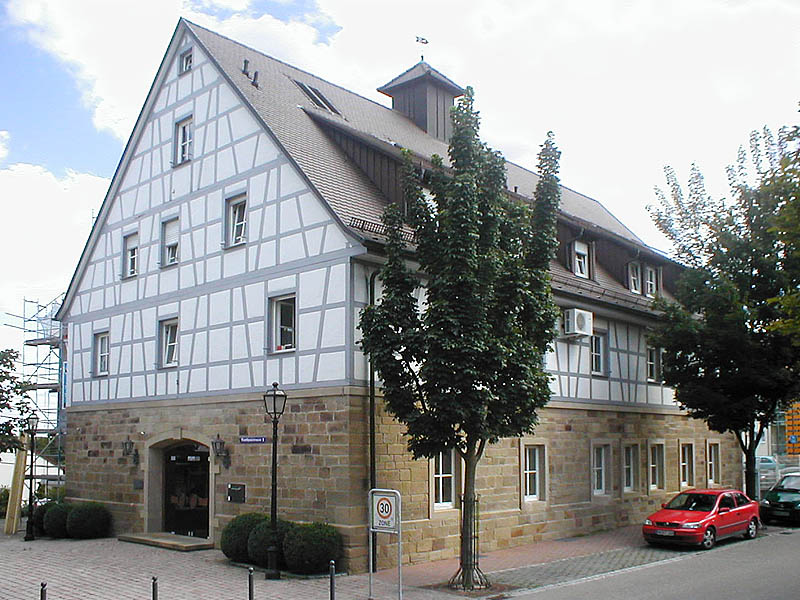
Bandhaus

### Sport und Freizeit
Insgesamt 14 Sportvereine sind in Brackenheim und seinen sieben Stadtteilen aktiv. Organisiert sind sie im Dachverband der sporttreibenden Vereine in Brackenheim e. V. Der Dachverband versteht sich als Sprachrohr sowie als Kontrollorgan bei der Vermittlung gemeinsamer Interessen der Mitglieder gegenüber der Stadt Brackenheim.
In Brackenheim inkl. Stadtteilen gibt es insgesamt 14 Rasenspielfelder, 1 Kunstrasenspielfeld, mehrere Mehrzweckspielfelder, 11 Turn- und Versammlungshallen, 2 Hundesportanlagen, 1 Kleintierzuchtanlage, 1 Reitsporthalle mit Turnierplatz, 1 Schießsportanlage, 1 Kleinschwimmhalle, 1 Trimm-Dich-Pfad und mehrere Tennisplätze sowie das Sportzentrum Im Wiesental mit Kampfbahn Typ B und 8 Bundeskegelbahnen.

### Naturschutz
In Brackenheim gibt es die Naturschutzgebiete Zaberauen (in Botenheim) und Haberschlachter Tal (in Dürrenzimmern und Haberschlacht).

## Wirtschaft und Infrastruktur

### Weinbau
Brackenheim ist die größte Weinbaugemeinde Württembergs und liegt an der Württemberger Weinstraße. Seit 700 Jahren ist Weinbau in der Gegend nachgewiesen. Auf 798 ha Rebfläche (Stand: 2010) werden zahlreiche Rebsorten wie Lemberger, Trollinger, Spätburgunder, Riesling, Muskateller und Kerner angebaut.
Brackenheim ist nicht nur die größte Weinbaugemeinde Württembergs und nach Vogtsburg im Kaiserstuhl die zweitgrößte in Baden-Württemberg, sondern auch die größte Rotweingemeinde Deutschlands. Neben drei Weingärtnergenossenschaften mit über 1.200 Mitgliedern gibt es über 30 Selbstvermarkter, die sich selbst um Ausbau und Vermarktung ihres Weines kümmern. Ein Wein- und Naturlehrpfad informiert ausführlich über Rebsorten und Weinbau in alter und neuer Zeit. Auch die Pflanzen- und Tierwelt im Weinberg wird vorgestellt.

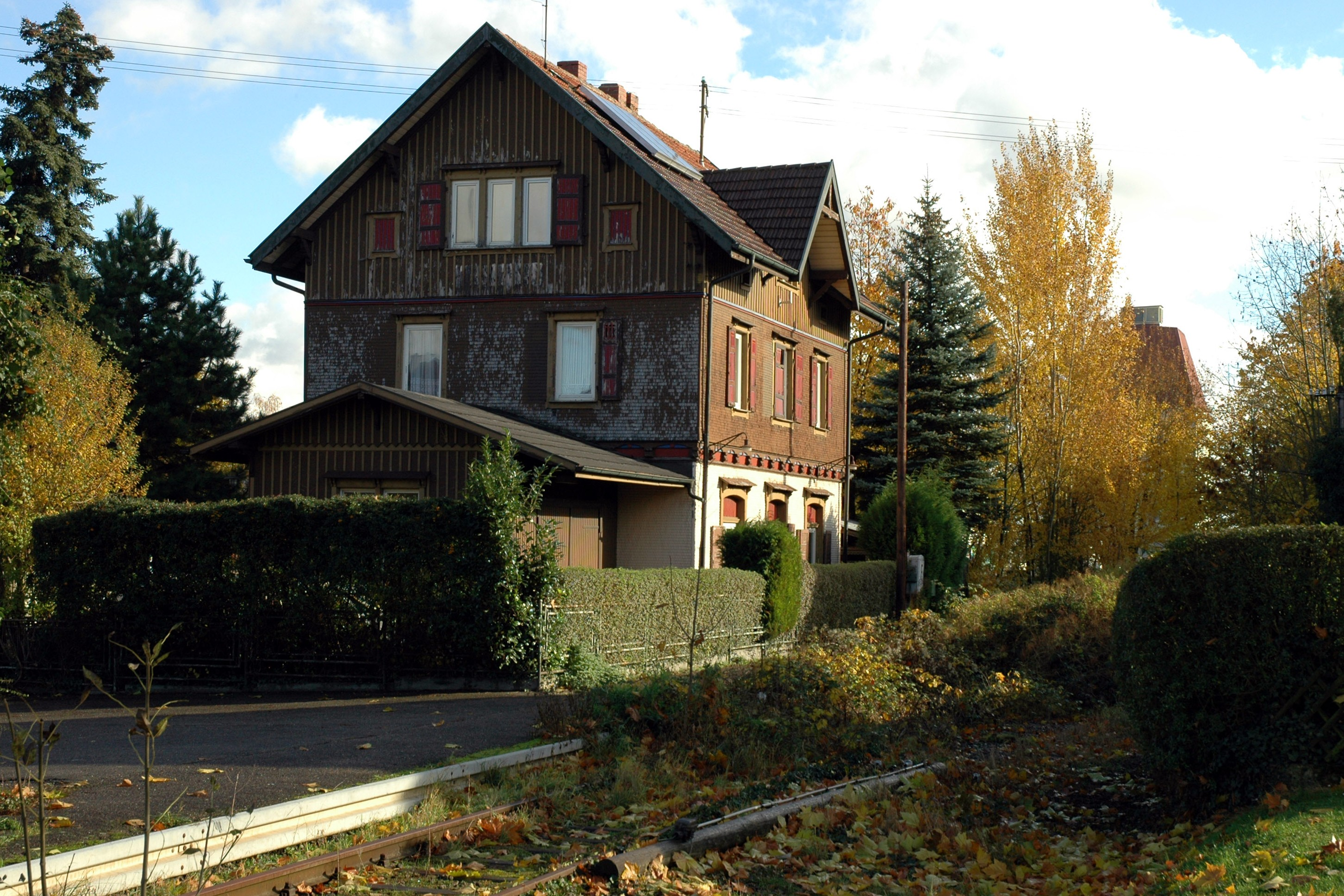
Bahnhof Brackenheim (Nov. 2006)

### Verkehr
Anschlüsse an das Fernstraßennetz bestehen in den Nachbarstädten Lauffen am Neckar (B 27) und Schwaigern (B 293).
Der öffentliche Nahverkehr im Verkehrsverbund HNV wird von Bussen des Unternehmens OVR sowie dessen Auftragnehmern Ernesti und Gross bedient. Anschluss an das Schienennetz besteht ebenfalls in Lauffen am Neckar (Frankenbahn) und Schwaigern (Kraichgaubahn). Die 1896 von Lauffen am Neckar bis Güglingen eröffnete Zabergäubahn (1901 bis Leonbronn verlängert) verfügte über Bahnhöfe in Hausen, Meimsheim und Brackenheim und wurde 1986 im Personenverkehr und 1995 im Güterverkehr stillgelegt. Der Landkreis Heilbronn verfolgt seit den 1990er Jahren die Reaktivierung als Stadtbahnstrecke und damit an den Anschluss von Brackenheim und Meimsheim an das Netz der Stadtbahn Heilbronn.
Beim Meimsheimer Bahnhofsgebäude handelte es sich um einen Einheitsbahnhof vom Typ IIa, beim Brackenheimer um einen solchen vom Typ IIIa.
Der Württemberger Weinradweg führt als Landes-Radfernweg durch Brackenheim. Er beginnt in Rottenburg am Neckar und führt nach Niederstetten. Er verläuft dabei von Lauffen am Neckar nach Brackenheim und weiter nach Kleingartach (Stadt Eppingen).

### Medien
Über das Geschehen in Brackenheim berichtet die Tageszeitung Heilbronner Stimme in ihrer Ausgabe W, Landkreis West. Die Stadtverwaltung gibt wöchentlich ein Amtsblatt heraus, das über die Geschehnisse der Gesamtstadt informiert.

### Einrichtungen und Gericht
Das in den 1960er Jahren errichtete Krankenhaus Brackenheim, das seit 2001 zum in diesem Jahr gegründeten Klinikverbund SLK-Kliniken der Stadt und des Landkreises Heilbronn gehört, ist ein Haus der Grundversorgung mit 130 Betten. Am Krankenhaus befindet sich eine Rettungswache. Das Brackenheimer Amtsgericht ist mit einem Richter eines der kleinsten in Baden-Württemberg. Es gehört zum Landgerichtsbezirk Heilbronn und Oberlandesgerichtsbezirk Stuttgart.
Die Stadt ist auch Sitz des Kirchenbezirks Brackenheim der Evangelischen Landeskirche in Württemberg.

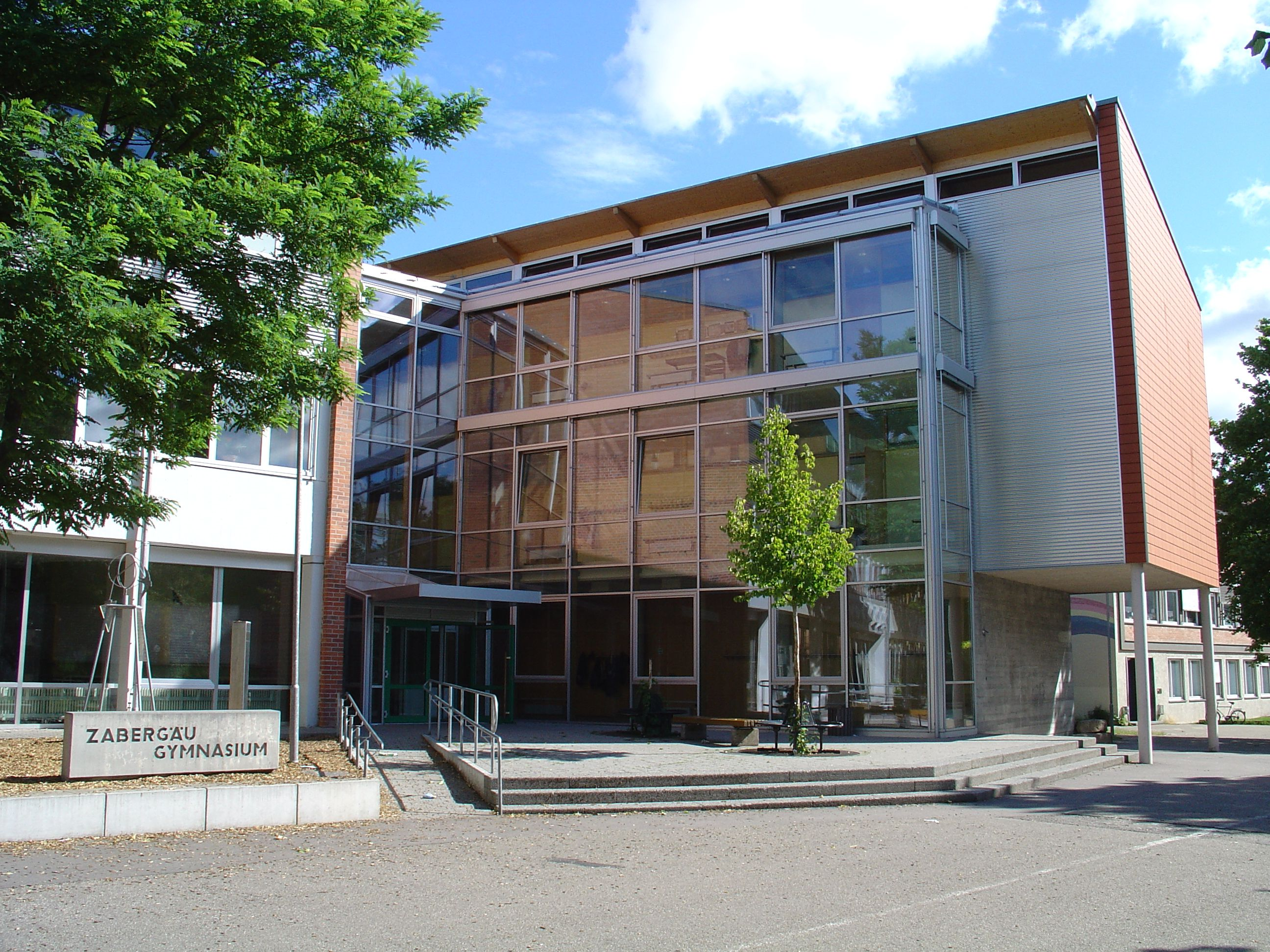
Zabergäu-Gymnasium Brackenheim

### Bildung
Die Theodor-Heuss-Schule in Brackenheim ist eine Gemeinschaftsschule. Jeweils eigene Grundschulen gibt es in Botenheim, Dürrenzimmern, Hausen an der Zaber, Meimsheim, Neipperg und Stockheim. Das Zabergäu-Gymnasium Brackenheim wird von über 900 Schülern aus den Städten und Gemeinden des Zabergäus besucht. Darüber hinaus ist in Brackenheim auch die Henry-Miller-Schule (Förderschule; vormals Förderschule Zabergäu) angesiedelt.
Des Weiteren unterhält die Volkshochschule Unterland eine Außenstelle in Brackenheim. In Brackenheim selbst gibt es zudem auch eine private Musikschule.
Die Stadtbücherei Brackenheim mit über 22.000 Medien steht allen Einwohnern zur Verfügung.

## Persönlichkeiten

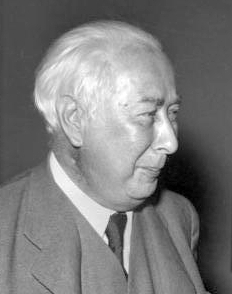
Theodor Heuss (1953)

### Söhne und Töchter der Stadt
- Wilhelm Bidenbach (1538–1572), Theologe und Geistlicher
- Theodor Thumm (1586–1639), geboren in Hausen an der Zaber, lutherischer Theologe
- Bernhard Schaffalitzky von Muckadell (1591–1641), schwedischer Generalmajor und Württemberger Diplomat
- Johann Heinrich Schellenbauer (1643–1687), evangelischer Theologe
- Anna Maria Wagemann (um 1650–1717), geboren in Neipperg, Opfer der Hexenverfolgung
- Georg Friedrich Steinweeg (1700–1762), evangelischer Theologe, geboren in Botenheim
- David Christoph Seybold (1747–1804), evangelischer Theologe und Hochschullehrer
- Wilhelm Gottlieb Rappold (1748–1808), Professor der Mathematik und Bibliothekar
- Karl Heinrich Köstlin (1755–1783), Professor für Naturgeschichte an der Hohen Karlsschule Stuttgart
- Christian Gottfried Seybold (1757–1816), Gerichtsschreiber
- Wilhelmine Müller (1767–1807), geboren in Neipperg, Dichterin
- Karl Junghanns (1797–1886), geboren auf Schloss Stocksberg, badischer Verwaltungsjurist und Politiker
- Georg Emil von Majer (1810–1884), geboren in Neipperg, württembergischer Stadtdirektor und Regierungspräsident
- Hermann Mögling (1811–1881), Missionar in Indien
- Theodor Mögling (1814–1867), Seidenbaufachmann, Politiker und Revolutionär
- Henry Miller (1827–1916), deutsch-amerikanischer Viehzüchter
- Theodor Moosbrugger (1851–1923), Architekt und Regierungsbaumeister in Heilbronn
- Albert Hirth (1858–1935), geboren in Meimsheim, Ingenieur und Erfinder
- Tobias Heege (1864–1937), geboren in Hausen an der Zaber, württembergischer Landtagsabgeordneter
- Eugen Wendel (1864–1942), Generalarzt (siehe auch Ehrenbürger)
- Otto Wendel (1869–1951), Initiator des Deutschen Krankenhauses in Madrid
- Eugen Fender (1872–1932), Oberamtmann
- Helene Johanna Zeller (1878–1964), geboren in Neipperg, Schriftstellerin
- Ludwig Heuss (1881–1932), Arzt, Stadt- und Schularzt, sowie Stadtrat für die DDP in Heilbronn
- Ernst Kyriss (1881–1974), Bauingenieur und Einbandforscher
- Hermann Heuß (1882–1959), Architekt und Hochschullehrer
- Theodor Heuss (1884–1963), Politiker (DDP, FDP), Bundespräsident, MdR, MdB, Ehrenbürger Brackenheims
- Paul Beuttner (1902–1944), Maler und Kunstpädagoge
- Max Breitenöder (1909–1967), Wasserbauingenieur
- Alfred Bühler (1920–1991), Künstler
- Eberhard Layher (1921–2012), Erfinder und Unternehmer
- Bruno Diemer (1924–1962), Künstler
- Karl Diemer (1926–2023), Kunstkritiker
- Hellmut Zundel (1928–2016), Kommunalpolitiker; 1954 bis 1963 Bürgermeister von Schwaigern; 1962 bis 1982 Oberbürgermeister von Crailsheim
- Rolf Zundel (1929–2019), Forstwirtschaftler und Sachbuchautor
- Reinhold Zundel (1930–2008), Politiker (SPD); 1966 bis 1990 Oberbürgermeister von Heidelberg
- Manfred Richter (* 1935), geboren in Stockheim, Theologe
- Reinhold Schwarz (1946–2008), Psychoanalytiker und Arzt
- Michael Herbricht (* 1947), Politiker (REP), MdL vom 24. April 1992 bis 31. Mai 2001
- Birgit Sauer (* 1957), Politikwissenschaftlerin und Hochschullehrerin
- Uwe Rapolder (* 1958), geboren in Hausen an der Zaber, Fußballtrainer
- Frank Höfle (* 1967), mehrfacher Paralympics-Sieger
- Markus Beierle (* 1972), Fußballspieler
- Hakan Mandalinci (* 1973), Maler und Grafiker
- Hans Scheurlen (* 1973), Pädagoge, Illustrator und Schulbuchautor
- Marjan Petković (* 1979), Fußballspieler
- Aydın Çetin (* 1980), Fußballspieler
- Mara Alber (* 2005), Fußballspielerin

### Ehrenbürger
- Aus Brackenheim:

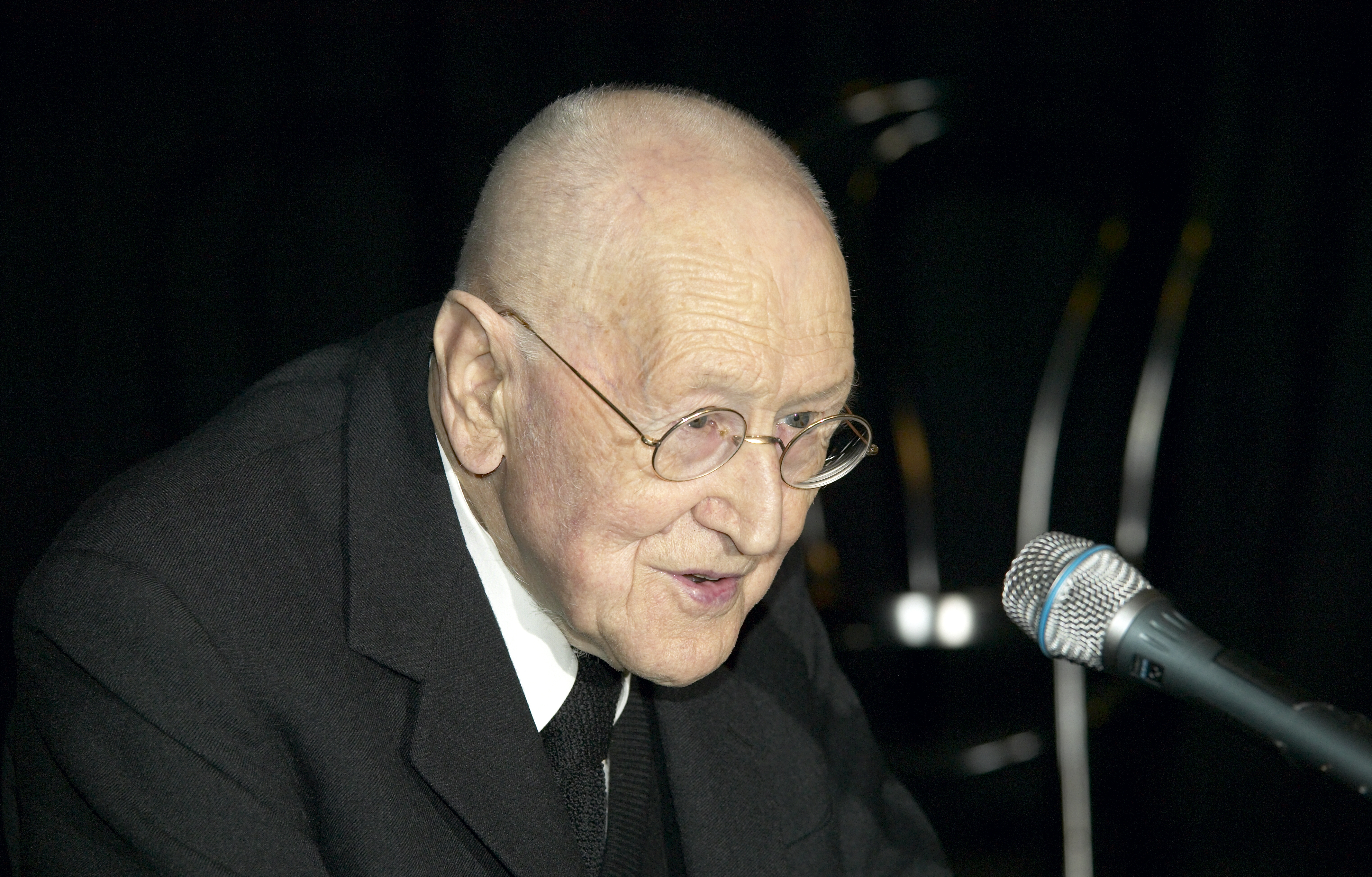
Gerhard Aßfahl (2004)

  - Friedrich Robert Winter (1831–1910), Gutsbesitzer
  - Gottlieb Wilhelm Bendel (1857–1946), Stadtschultheiß
  - Eugen Wendel (1864–1942), Generalarzt
  - Otto Wendel (1869–1951), Arzt in Madrid
  - Theodor Heuss (1884–1963), erster Bundespräsident
  - Georg Kohl (1881–1952), Buchdruckereibesitzer, Mitglied des Bundestags
  - Max Bleyle (1881–1965), Senator
  - Hermann Schelle (* 25. Juni 1904 in Heilbronn; † 1. Dezember 1977 in Brackenheim) war von 1954 bis 1972 Bürgermeister von Brackenheim. Für seine Verdienste wurde er 1972 mit dem Ehrenbürgerrecht der Stadt Brackenheim und dem Bundesverdienstkreuz am Bande ausgezeichnet
- Aus Dürrenzimmern:
  - Ernst Gottlieb Lauk (1884–1961), Pfarrer
- Aus Haberschlacht:
  - Eduard Wörner (1866–1923), Pfarrer
- Aus Hausen an der Zaber:
  - Wilhelm Adolf Beck (1879–1941), Bürgermeister
  - Tobias Heege (1864–1937), Landwirt
  - Karl Maier (1881–1964), Gemeindepfleger
- Aus Stockheim:
  - Johann Georg Neuweiler (1840–1933), Kaufmann und Landwirt
  - August Müller (1880–1952), Gastwirt
  - Theodor Geiger (1876–1945), Bürgermeister
  - Norbert Danner (1909–1994), Bürgermeister
- Aus der Gesamtstadt Brackenheim:
  - Karl Lang (1913–2002), Geschäftsführender Gesellschafter der Fa. Georg Kohl
  - Gerhard Aßfahl (1904–2007), Pädagoge und Heimatforscher
  - Richard Wenninger (1929–2001), Bürgermeister
  - Gustav Riexinger sen. (1920–1998), Fabrikant
  - Karl Seither (1931–2024), Konrektor i. R.
  - Rolf Kieser (* 1952[29]), Bürgermeister[17]

### Sonstige mit der Stadt verbundene Personen
- Sadok Seli Soltan († 1328), türkischer Offizier und möglicher Goethe-Vorfahr
- Friedrich Pfäfflin (1873–1955), lutherischer Dekan 1930–1939.